# Diachrysia
Diachrysia är ett släkte av fjärilar som beskrevs av Jacob Hübner 1821. Diachrysia ingår i familjen nattflyn, Noctuidae.

## Dottertaxa tillDiachrysia, i alfabetisk ordning[1][2]
- Diachrysia aereoides Grote, 1864
- Diachrysia balluca Geyer, 1832
- Diachrysia bieti (Oberthür, 1884)
- Diachrysia chrysitis (Linnaeus, 1758), Grönglänsande metallfly
- Diachrysia chryson (Esper, 1789), Guldfläckat metallfly
  - Diachrysia chryson deltaica Rákosy, 1996
- Diachrysia generosa (Staudinger, 1900)
- Diachrysia leonina (Oberthür, 1884)
- Diachrysia nadeja (Oberthür, 1880)
- Diachrysia oberthueri Ronkay, Ronkay & Behounek, 2008
- Diachrysia pales (Mell, 1939)
- Diachrysia stenochrysis (Warren, 1913), Mittfältsdelat metallfly
- Diachrysia witti Ronkay, Ronkay & Behounek, 2008
- Diachrysia zosimi (Hübner, 1822), Guldgrönt metallfly

## Bildgalleri

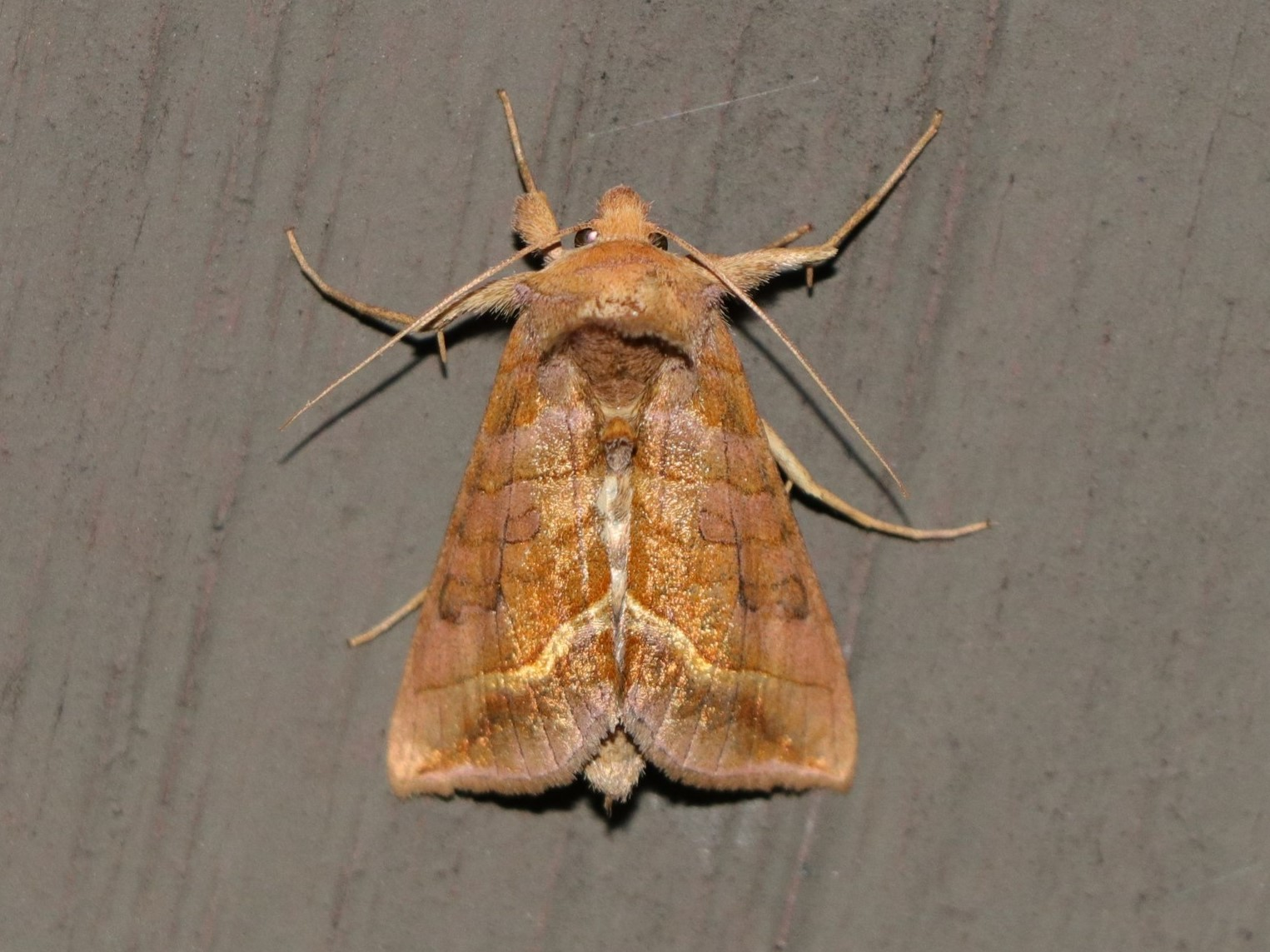
Diachrysia aereoides
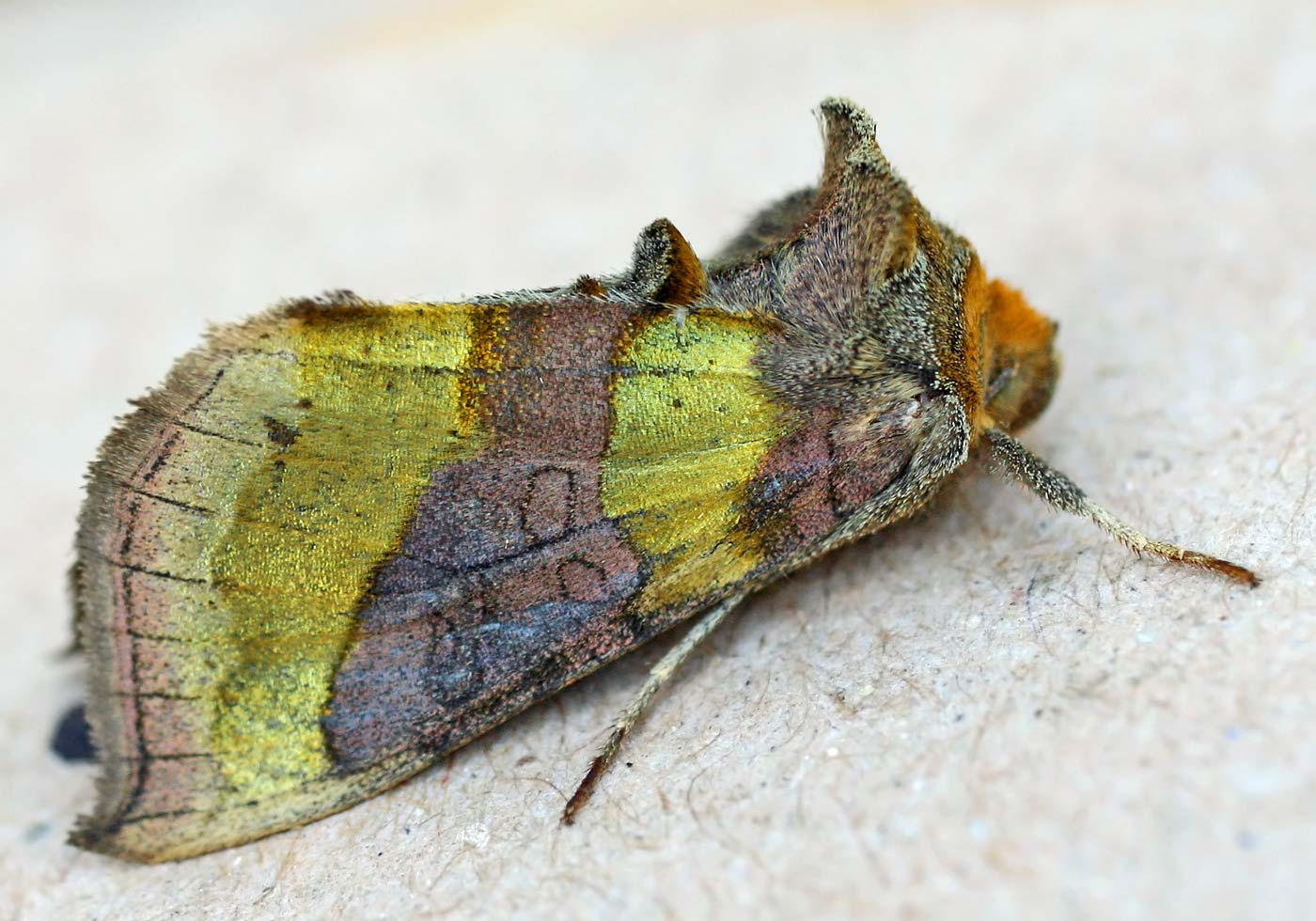
Grönglänsande metallfly, Diachrysia chrysitis
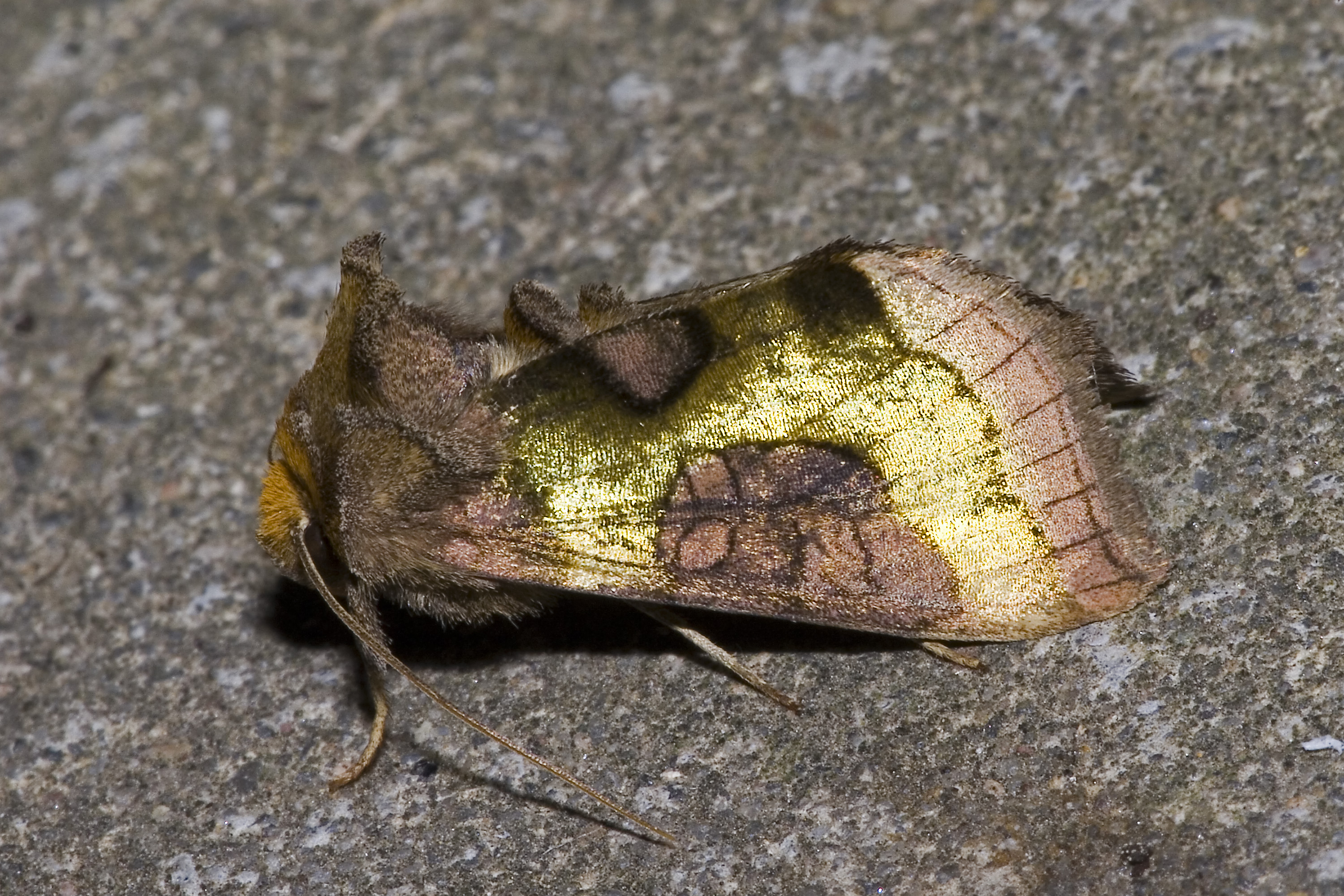
Mittfältsdelat metallfly, Diachrysia stenochrysis
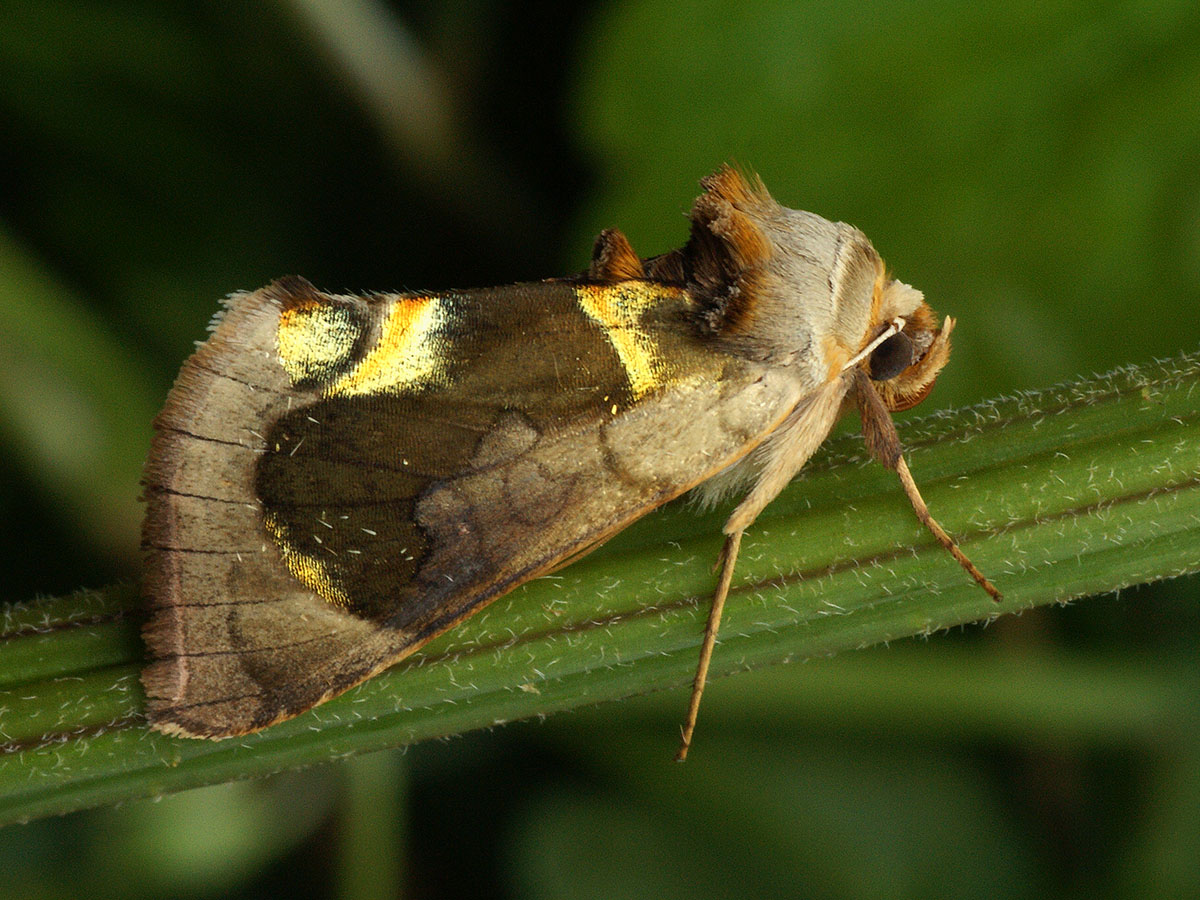
Guldgrönt metallfly, Diachrysia zosimi